# Den Tüchtigen gehört die Welt
Den Tüchtigen gehört die Welt ist eine österreichisch-amerikanische Kriminalfilmparodie aus dem Jahre 1981 von Peter Patzak mit Franz Buchrieser als Wiener Kriminalmajor Kottan.

## Handlung
Adolf Kottan, Major bei der Wiener Kriminalpolizei, muss einmal mehr eintauchen in ein Wiener Gestrüpp von Korruption in Politik und Wirtschaft und kommt bald einem handfesten Skandal auf die Spur, in dem Vertreter beider Gesellschaftssparten eng miteinander verstrickt und kriminelle Elemente aller Arten einbezogen sind. Diesmal geht es um Grundstücksspekulationen im ganz großen Stil. An der Spitze dieser fragwürdigen Kollaboration operieren der Geschäftsführer einer Planungsgesellschaft, Dipl. Ing. Wolfgang Bleiner, die Aufsichtsratsvorsitzende Dr. Herta Aichinger und der Bezirksvorsteher Erwin Sommer. Sie profitieren durch Grundstücksspekulationen auf Kosten der öffentlichen Hand, besonders im Verlauf der Errichtung eines umfassenden Wohn- und Freizeitzentrums. Ebenfalls involviert ist der zwielichtige Kralicek und der Versicherungsbetrüger Haumer, der, von Rachegedanken gegen die Bauspekulanten getrieben, aus seinem Wissen Profit schlagen will, in dem er sich gegenüber Bleiner als Erpresser versucht. Haumer wirft Bleiners Firma vor, für das Schicksal seiner Tochter mitverantwortlich zu sein, die in zwielichtige Kreise geriet und in einem Pornofilm landete.
Polizeimajor Kottan versucht mit seinen Getreuen Schremser und Schrammel die Zusammenhänge zu entwirren und erhält dabei unerwartete Hilfe durch den Enthüllungsjournalisten Pigel. Die Dinge verkomplizieren sich auch noch, als plötzlich im Auftrags Bleiners ein Profikiller aus San Francisco namens Harry Werner auftaucht, der mit Haumer einen unliebsamen Mitwisser von Bleiners Machenschaften beseitigen soll. Kottans Ermittlungen führen bald in höchste Wiener gesellschaftliche wie politische Kreise, und die sind daran dringend interessiert, dass die polizeilichen Untersuchungen gestoppt werden. Bald scheint jeder gegen jeden vorzugehen. Ehe der US-Auftragsmörder seinen blutigen Job an dem erpresserischen Ganoven Haumer vollziehen kann, fingiert der seinen eigenen Tod. Wenig später stirbt Haumer im Gefängnis, in dem er andauernd mit dem Kopf gegen die Zellenwand rennt. Am Ende ist Kottan zwar um einiges schlauer als zu Beginn, doch der eigentliche Skandal, die ebenso profitable wie unerquickliche Verbindung aus korrupter Politik und bestechender Wirtschaft, kann erfolgreich vertuscht werden.

## Produktionsnotizen
Den Tüchtigen gehört die Welt ist der erste Kinofilm-Ableger der populären österreichischen Krimiserien-Parodie Kottan ermittelt rund um den in Wien wirkenden Polizisten Adolf Kottan. Die deutsche Premiere fand 1982 auf Video statt. Die erste Fernsehausstrahlung war am 27. Oktober 1983 im ORF.
Lukas Resetarits, der hier den Erpresser spielt, übernahm nach Franz Buchriesers Abgang aus der Serie dessen Rolle des Kottan.
Alfred Worm tritt in einer kleinen Rolle als eine Variante seiner selbst auf. Der Film und seine Figur thematisieren den fiktiven „Donauzentrum-Skandal“ – eine klare Anspielung auf den AKH-Skandal.

## Kritiken
Im Film Archiv Austria ist zu lesen: „Satire und Klamauk der Serie weichen melancholischen Untertönen, bitterbösem Sarkasmus und einem ausgeklügelten Handlungsaufbau vor dem Hintergrund des von Politskandalen erschütterten Landes. Moral ist allerhöchstens etwas für Randfiguren: Die feine Gesellschaft dagegen ist hemmungslos und schmerzbefreit. Ein Rudel Egoisten, zusammengehalten von der Gier.“
Auf film.at heißt es knapp: „Kottan goes cinema mit einem ironischen Schuss Hollywood.“
Im Lexikon des Internationalen Films heißt es: „Handwerklich solider Politkrimi ohne tiefere Ambitionen, mit einigen parodistischen Elementen.“